# جشمة (غوغر)
جشمة (بالفارسية: چشمه سبز) هي قرية تقع في إيران في قسم غوغر الريفي. يقدر عدد سكانها بـ 353 نسمة .